# سيجي ساساكي
سيجي ساساكي (佐々木誠二 ساساكي سيجي) هو مؤدي أصوات ياباني ولد في 11 يناير 1965 في محافظة سايتاما.

## أدواره في الأنمي

### مسلسلات أنمي تلفزيونية
- ون بيس - بلونو، سكوارد
- دراغون بول كاي - ريكوم
- إينيشال دي Fourth Stage - أتسورو كاواي
- أبطال الكرة - كميل
- خيميائي الفولاذ - سيغ كرتيس
- خيميائي الفولاذ FULLMETAL ALCHEMIST - سيغ كرتيس
- ساموراي 7 - أيامارو
- ساموراي تشامبلو - أونيواكامارو
- باكانو! - جوستافو
- غزو! فتاة الحبار - هاريس
- هاجيمي نو إيبو - المدرب شينودا
- هاجيمي نو إيبو New Challenger - المدرب شينودا
- هاجيمي نو إيبو Rising - المدرب شينودا
- غانكوتسوؤو - المركيز X
- إينوياشا - كاوارامارو
- تنبو إيبون أياكاشي أياشي - هونجو تاتسوسكي
- إكس-من - والد هيساكو إيتشيكي
- طريق السلام - أيهم
- كوبرا ذي أنيميشن - جيرونيمو

## أفلام أنمي
- بوكيمون رينجر و قصر البحر - كايل، ويلمر, ويلورد
- فيلم خيميائي الفولاذ: محتل شامبالا - سيغ كرتيس
- إينازوما إليفن: هجوم الجيش الأقوى أوغر - ريجي كاغياما، إلزيس كيلارد

## أدواره في الدبلجة اليابانية
- ستارغيت إس جي 1 - تيلك

## وصلات خارجية
- سيجي ساساكي على موقع IMDb (الإنجليزية)
- سيجي ساساكي على موقع قاعدة بيانات الفيلم (الإنجليزية)
- سيجي ساساكي على موقع ANN person (الإنجليزية)